# 플랫강

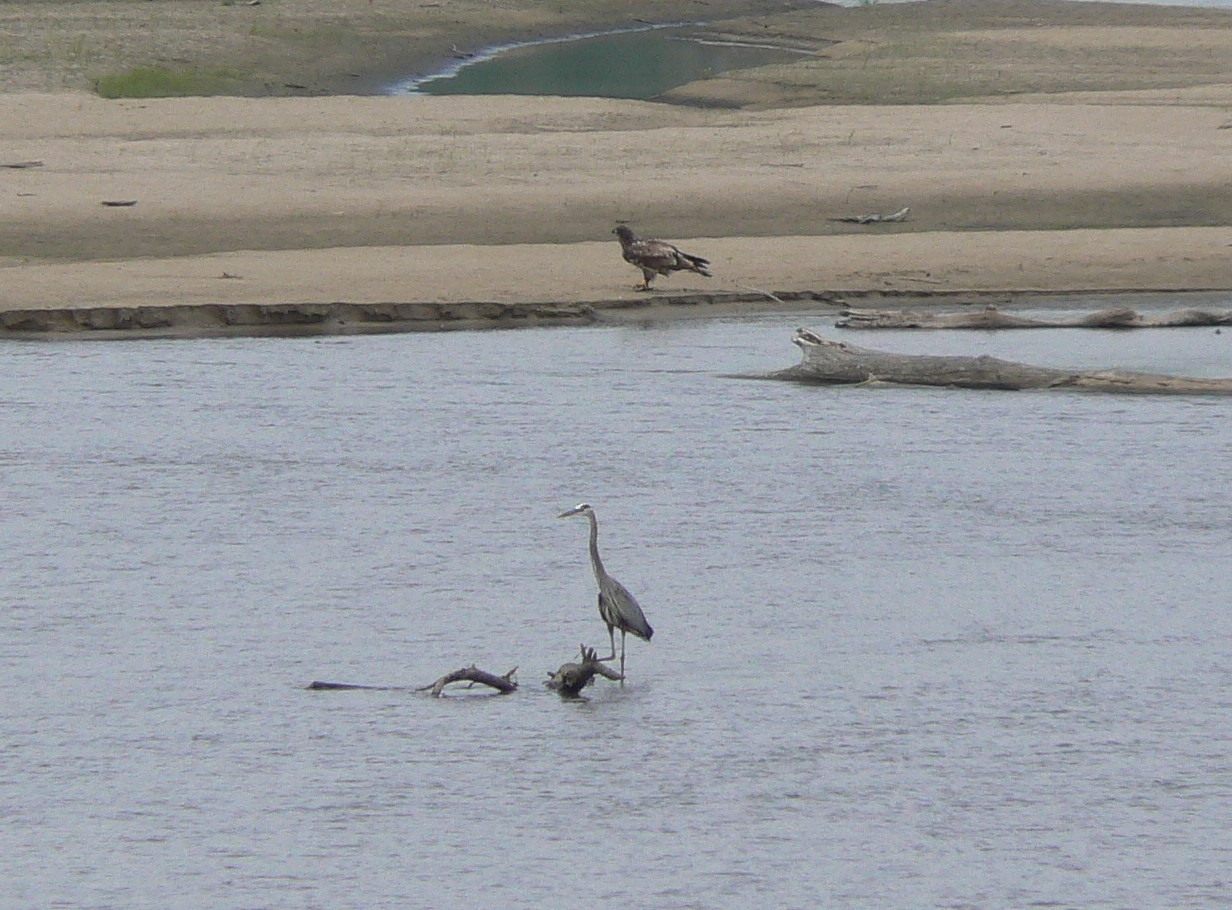

플랫강(Platte River)은 미국 미주리 강의 지류 강이다. 전체 길이는 499km이며, 유역은 네브라스카주, 콜로라도주, 와이오밍주를 흐르며 주요 지류로는 노스플랫 강이 있다.